# Бартковські (герб)
Бартковські (Бартковський, пол. Bartkowski) – шляхетський герб, різновид герба Пшегоня.

## Опис герба
В червоному полі меч при срібному лезі й золотиому руків'ї між двома півмісяцями золотими у пояс, плечима всередину. Клейнод: три пера страуса. Намет червоний, підбитий сріблом.

## Найбільш ранні згадки
Відсутність інформації про походження різновиду.

## Herbowni
Бартковські (Bartkowski).